# Tanoh Kpassagnon
Tanoh Kpassagnon (* 14. Juni 1994 in Kalamazoo, Michigan) ist ein US-amerikanischer American-Football-Spieler auf der Position des Defensive End bei den Chicago Bears in der National Football League (NFL). Davor war er unter anderem bei den Kansas City Chiefs unter Vertrag, mit denen er den Super Bowl LIV gewinnen konnte.

## College
Kpassagnon, der Sohn afrikanischer Einwanderer, besuchte die Villanova University und spielte für deren Team, die Wildcats, von 2013 bis 2016 erfolgreich College Football, wobei ihm in 41 Spielen 105 Tackles, 22,0 Sacks sowie eine Interception gelangen.

## NFL

### Kansas City Chiefs
Beim NFL Draft 2017 wurde er in der zweiten Runde als insgesamt 59. von den Kansas City Chiefs ausgewählt. Er unterschrieb einen Vierjahresvertrag in der Höhe von 4,32 Millionen US-Dollar, 1,28 davon als Handgeld (signing bonus). Durch seine guten Leistungen in der Vorbereitung empfahl er sich als Pass Rusher und wurde in seiner Rookie-Saison von Coach Andy Reid auf unterschiedlichen Positionen aufgeboten, wobei er in allen 16 Partien zum Einsatz kam, einmal sogar als Starter.
Nachdem er 2018 in 13 Spielen auflief und nur vergleichsweise wenig Spielzeit erhielt, avancierte er 2019 zum Starting Left Defensive End. Mit gleich zwei Sacks gegen Ryan Tannehill im AFC Championship Game gegen die Tennessee Titans hatte er wesentlichen Anteil am Erreichen des Super Bowl LIV, den die Chiefs dann gegen die San Francisco 49ers gewinnen konnten.
2020 war Kpassagnon in 15 Spielen der Regular Season sowie in allen Play-off-Partien in der Startformation, auch im Super Bowl LV, der aber gegen die Tampa Bay Buccaneers verloren ging.

### New Orleans Saints
Ende März 2021 wechselte Kpassagnon zu den New Orleans Saints, von denen er einen Zweijahresvertrag erhielt. Im Februar 2023 verlängerte er seinen Vertrag in New Orleans um zwei Jahre.

### Chicago Bears
Am 22. Juli 2025 vermeldeten die Chicago Bears die Verpflichtung von Kpassagnon, der bis zum diesem Zeitpunkt ein Free Agent war.